# General Heliodoro Castillo
General Heliodoro Castillo é um município do estado de Guerrero, no México.